# Флеш Валон 1936.
Флеш Валон 1936 прво је издање једнодневне бициклистичке трке — Флеш Валона. Трка је покренута од стране листа Ле Спорт. (фр. Les Sports) Одржана је 13. априла 1936, од Турнеа до Лијежа, укупне дужине 236 km. Побиједио је Филемон де Мерсман, након 7 сати и 44 минута, са просјечном брзином 33,38 km/h.
Трка је покренута како би се повећао тираж часописа Ле Спорт, по узору на друге трке тог доба. Пријавило се 116 возача, од чега је њих 56 стартовало трку, а 22 возача су је завршила. Де Мерсман је у спринту побиједио Алфонса Вернјера.

## Резултати
Резултати:
| Позиција | Возач                              | Тим            | Вријеме    |
| -------- | ---------------------------------- | -------------- | ---------- |
| 1        | Филемон де Мерсман (BEL)           | Франсез—Динлоп | 7h 44' 15" |
| 2        | Алфонс Вернјер (BEL)               | Досхе спорт    | 0"         |
| 3        | Камил Михилсен (BEL)               | Индивидуално   | + 2"       |
| 4        | Алберт Бекарт (BEL)                | Алкон—Динлоп   | + 1' 06"   |
| 5        | Ришар Ротерман (BEL)               | Индивидуално   | + 2' 12"   |
| 6        | Арман Ламберт (BEL)                | Досхе спорт    | + 2' 12"   |
| 7        | Корнелијус Леманс (BEL)            | Ван Хауварт    | + 2' 35"   |
| 8        | Жером Франс (BEL)                  | Бирма          | + 2' 35"   |
| 9        | Антон Дигнеф (BEL)                 | Колин—Волбер   | + 2' 35"   |
| 10       | Елоа Меленберг (BEL)               | Алкон—Диплон   | + 3' 08"   |
| 11       | Ем Левен (BEL)                     | Армор—Динлоп   | + 7' 47"   |
| 12       | Луј Бокен (BEL)                    | Хелјет         | + 7' 47"   |
| 13       | Гистав Кетелер (BEL)               | Де Дин—Бутон   | + 8' 09"   |
| 14       | Хенри Кепкенс (BEL)                | Женил Лусифер  | + 8' 40"   |
| 15       | Ернест Мотар (BEL)                 | Дилекта—Волбер | + 9' 14"   |
| 16       | Тео Еркенрад (BEL)                 | {Индивидуално  | + 12' 36"  |
| 17       | Жил Келар (BEL)                    | Женил Лусифер  | + 15' 20"  |
| 18       | Елијас Виктор ван дер Портен (BEL) | Индивидуално   | + 17' 46"  |
| 19       | Антонио Фабрис (ITA)               | Дилекта—Волбер | + 19' 58"  |
| 20       | Шарл Ванденбалк (BEL)              | Колин—Волбер   | + 22' 49"  |
| 21       | Камил Бекман (BEL)                 | Де Дин—Бутон   | + 24' 48"  |
| 22       | Франс ван Пејвелде (BEL)           | Бристол        | + 24' 48"  |